# Noach Majzel
Noach (Noj) Majzel (jidysz נח מײַזעל; łot. Noahs (Nojs) Maizels; ur. 5 stycznia 1891 w Nieświeżu, zm. 1952 w obwodzie nowosybirskim) –  lekarz i działacz socjalistyczny na  Łotwie pochodzenia żydowskiego, poseł na Sejm I, II i III kadencji (1922–1931).

## Życiorys
Studiował na Uniwersytecie Dorpackim, gdzie uzyskał stopień doktora nauk medycznych (w wolnej Łotwie ukończył również prawo na Uniwersytecie Ryskim). W czasie I wojny światowej znalazł się w Dźwińsku – pomagał uchodźcom żydowskim z zachodnich części Cesarstwa. Na początku lat 20. zasiadał w Zarządzie Gminy Żydowskiej w Dyneburgu. Był jednocześnie członkiem CK Bundu i jego liderem w Łatgalii. W 1922 uzyskał mandat posła na Sejm z listy Bundu zblokowanego z LSDSP – ponownie był wybierany w latach 1925 i 1928. Po dojściu do władzy Karlisa Ulmanisa został na krótko uwięziony w obozie w Lipawie. Po aneksji Łotwy przez Związek Radziecki jako bundowiec poddany represjom. W 1943 został skazany na 10 lat więzienia, przebywał w tzw. Usołłagu. Zmarł w rejonie północnym obwodu nowosybirskiego.